# William Stanley (Rosornas krig)

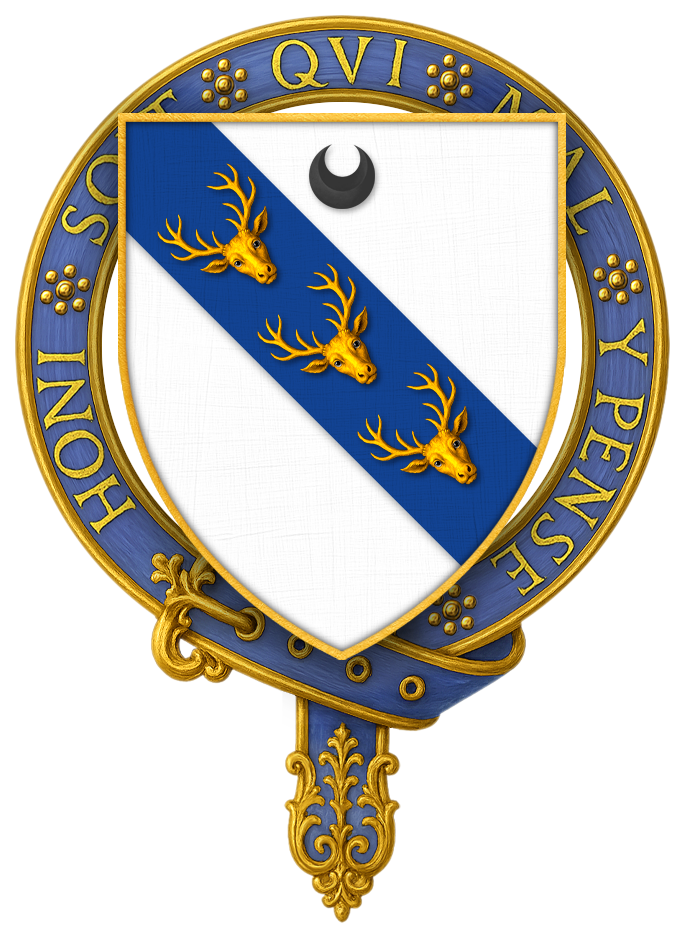
vapensköld

William Stanley, född omkring 1435, död den 16 februari 1495, var en engelsk krigare och partigängare, bror till Thomas Stanley, 1:e earl av Derby.
Stanley  stred under Rosornas krig från 1459 för York-ätten och erhöll av Edvard IV och Rikard III höga ämbeten och stora förläningar, men slöt sig 1485 till Henrik Tudor och avgjorde genom sina krigares ingripande utgången av slaget vid Bosworth (22 augusti samma år) till Henriks förmån. Han lönades med lordkammarherrevärdighet av Henrik VII, men kom sedermera i delo med honom och avrättades som invecklad i Perkin Warbecks sammansvärjning.